# Campionati europei di bob 1983
I Campionati europei di bob 1983, diciassettesima edizione della manifestazione organizzata dalla Federazione Internazionale di Bob e Skeleton, si sono disputati dal 29 gennaio al 6 febbraio 1983 a Sarajevo, nell'allora Jugoslavia (oggi capoluogo della Bosnia-Erzegovina), sulla Olimpijska staza za bob i sankanje Trebević, il tracciato sul quale si svolsero le competizioni del bob e dello slittino ai Giochi di Sarajevo 1984. L'impianto situato nei pressi del monte Trebević ha quindi ospitato le competizioni europee per la prima volta nel bob a due uomini e nel bob a quattro.

## Risultati

### Bob a due uomini
La gara si è svolta il 29 e il 30 gennaio 1983 nell'arco di quattro manches.
| Pos. | Atleti                                     | Nazione      | Tempo   | Distacco |
| ---- | ------------------------------------------ | ------------ | ------- | -------- |
|      | Bernhard Lehmann Bogdan Musiol             | Germania Est | 3:21.69 |          |
|      | Bernhard Germeshausen Hans-Jürgen Gerhardt | Germania Est | 3:22.36 | +0.67    |
|      | Ralph Pichler Urs Leuthold                 | Svizzera     | 3:22.83 | +1.14    |
| 4    | Horst Schönau Andreas Kirchner             | Germania Est | 3:22.96 | +1.27    |
| 5    | Erich Schärer Max Rüegg                    | Svizzera     | 3:23.51 | +1.82    |
| 6    | Hans Hiltebrand Aebli                      | Svizzera     | 3:24.34 | +2.65    |
| ...  | ...                                        | ...          | ...     | ...      |

### Bob a quattro
La gara si è svolta il 5 e il 6 febbraio 1983 nell'arco di quattro manches.
| Pos. | Atleti                                                                    | Nazione          | Tempo   | Distacco |
| ---- | ------------------------------------------------------------------------- | ---------------- | ------- | -------- |
|      | Ekkehard Fasser Kurt Poletti Hans Märchy Rolf Strittmatter                | Svizzera-3       | 3:16.51 |          |
|      | Bernhard Lehmann Bogdan Musiol Ingo Voge Eberhard Weise                   | Germania Est-1   | 3:16.61 | +0.10    |
|      | Silvio Giobellina Urs Salzmann Heinz Stettler Rico Freiermuth             | Svizzera-1       | 3:16.99 | +0.48    |
| 4    | Klaus Kopp Gerhard Oechsle Günther Neuburger Hajo Schuhmacher             | Germania Ovest-1 | 3:18.02 | +1.51    |
| 5    | Fritz Sperling nd                                                         | Austria-2        | 3:18.25 | +1.74    |
| 6    | Bernhard Germeshausen Hans-Jürgen Gerhardt Matthias Trübner Henry Gerlach | Germania Est-2   | 3:18.28 | +1.77    |
| ...  | ...                                                                       | ...              | ...     | ...      |
| 8    | Horst Schönau Andreas Kirchner Dietmar Schauerhammer Roland Wetzig        | Germania Est-3   | 3:18.45 | +1.94    |
| ...  | ...                                                                       | ...              | ...     | ...      |

## Medagliere
| Pos.   | Paese        | Oro | Argento | Bronzo | Totale |
| ------ | ------------ | --- | ------- | ------ | ------ |
| 1      | Germania Est | 1   | 2       | 0      | 3      |
| 2      | Svizzera     | 1   | 0       | 2      | 3      |
| Totale | Totale       | 2   | 2       | 2      | 6      |